# Silverstoneia flotator
Silverstoneia flotator es una especie de rana de la familia Dendrobatidae. Se distribuyen en Costa Rica y Panamá.